# Верблюд (пароход, 1856)
«Верблюд» — колесный пароход Каспийской флотилии Российской империи.

## Описание парохода
Колёсный пароход с железным корпусом. Длина судна составляла 45,72 метра, а ширина с обшивкой — 5,79 метра. На пароходе была установлена паровая машина мощностью 60 номинальных лошадиных сил.

## История службы
Колёсный пароход «Верблюд» был заложен в 1856 году на Нижегородской машинной фабрике и после спуска на воду в том же году вошёл в состав Каспийской флотилии России. Строительство вёл корабельный мастер подполковник М. М. Окунев.
В 1873 году пароход «Верблюд» был исключён из списков судов Каспийской флотилии.